# 八王子オクトーレ
八王子オクトーレ（はちおうじオクトーレ、英称：Hachioji Octore）は、東京都八王子市の主導で建設された再開発ビル「八王子スクエアビル」にて、リオ・ホールディングス子会社でリオ・コンサルティング傘下のリオ・モールマネジメントが運営する複合商業施設。1997年3月14日開業。2020年6月24日までは八王子東急スクエアの名称であった。

## 概要
1983年以降に八王子市主導でJR八王子駅北口再開発計画（八王子駅北口地区市街地再開発事業）が策定され、1994年に八王子スクエアビル（仮称：八王子駅北口再開発ビル）が着工。1997年2月竣工。ペデストリアンデッキ「マルベリーブリッジ」と直下の地下通路、市営旭町駐車場の新設など、駅北口ロータリーの整備と合わせて一体的に建設された。
営業面積は13,983m2、テナント数は69（2020年3月時点）。開業当初は施設とペデストリアンデッキは接続しておらず、開業から23年が経過した2020年4月5日のデッキ延伸整備によって施設と接続された。
2006年4月に建物が株式会社ティー・エム・ディー（現：東急モールズデベロップメント）の所有となり、ビルメンテナンスを東急コミュニティーへ委託した。
2009年には開業12周年を迎え、3月6日から4月9日まで記念セールが行われた。また同店のイメージモデルを務める矢野未希子のトークショーも開催された。
東急モールズデベロップメントは2020年3月23日のニュースリリースで、同年4月1日付で会社分割により株式会社リオ・モールマネジメントを設立、その株式の全てを株式会社リオ・コンサルティングへ譲渡し、同年6月24日をもって「八王子東急スクエア」の店名を変更、翌6月25日より「八王子オクトーレ」とすることを発表した（「オクト」は「8」を由来する接頭辞）。これにより当施設から「東急」の名が消滅することになった。
なお、同様に市が主導して建設された八王子駅南口の再開発ビル「サザンスカイタワー八王子」では、核店舗として東急ストアの出店が予定されていたが、東急側が突然出店を白紙撤回したため、地元のスーパーアルプスが出店したという経緯がある。

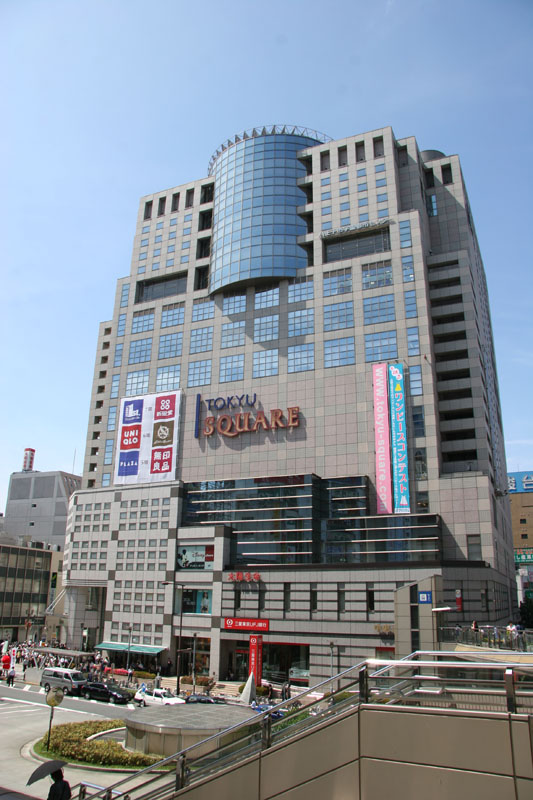
旧・八王子東急スクエア時代（2007年6月撮影）
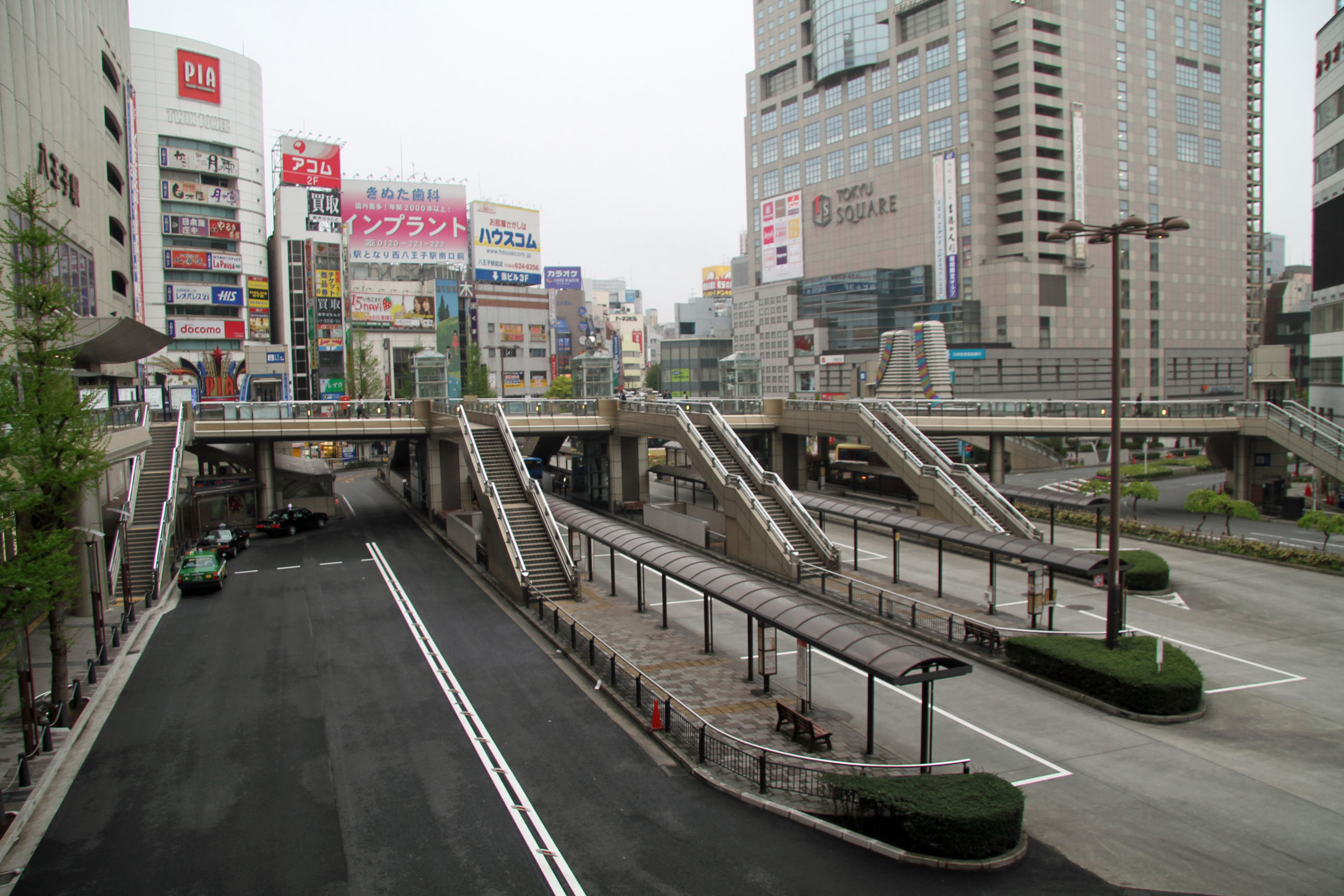
延伸整備前のマルベリーブリッジ（2014年4月撮影）

## テナント
ビル内には八王子駅前郵便局、八王子市学園都市センター等が併設されている。その他、テナントの詳細は公式サイト内「フロアガイド」を参照のこと。